# 美馬昇
美馬 昇（みま のぼる、1917年（大正6年）6月8日 - 1995年（平成7年）4月27日）は、日本の教育者。学校法人生光学園創立者。徳島県徳島市出身。藍綬褒章受章。

## 経歴
名東郡国府町中村（現在の徳島市国府町中）に生まれる。1929年（昭和4年）、三重実業学校教員養成所（現在の三重大学）を卒業。1933年（昭和8年）に地元である国府町中村に美馬学習塾を設立。
1941年（昭和16年）より徳島県立商業学校（現在の徳島県立徳島商業高等学校）で教務を務める。1945年（昭和20年）に徳島市中吉野町に生光商業学院を創立し、後の学校法人生光学園の基礎をかためる。
1995年（平成7年）4月27日、77歳で没する。